# Villa Hidalgo, San Luis Potosí
Villa Hidalgo là một đô thị thuộc bang San Luis Potosí, México. Năm 2005, dân số của đô thị này là 13966 người.